# سلطة الزهور

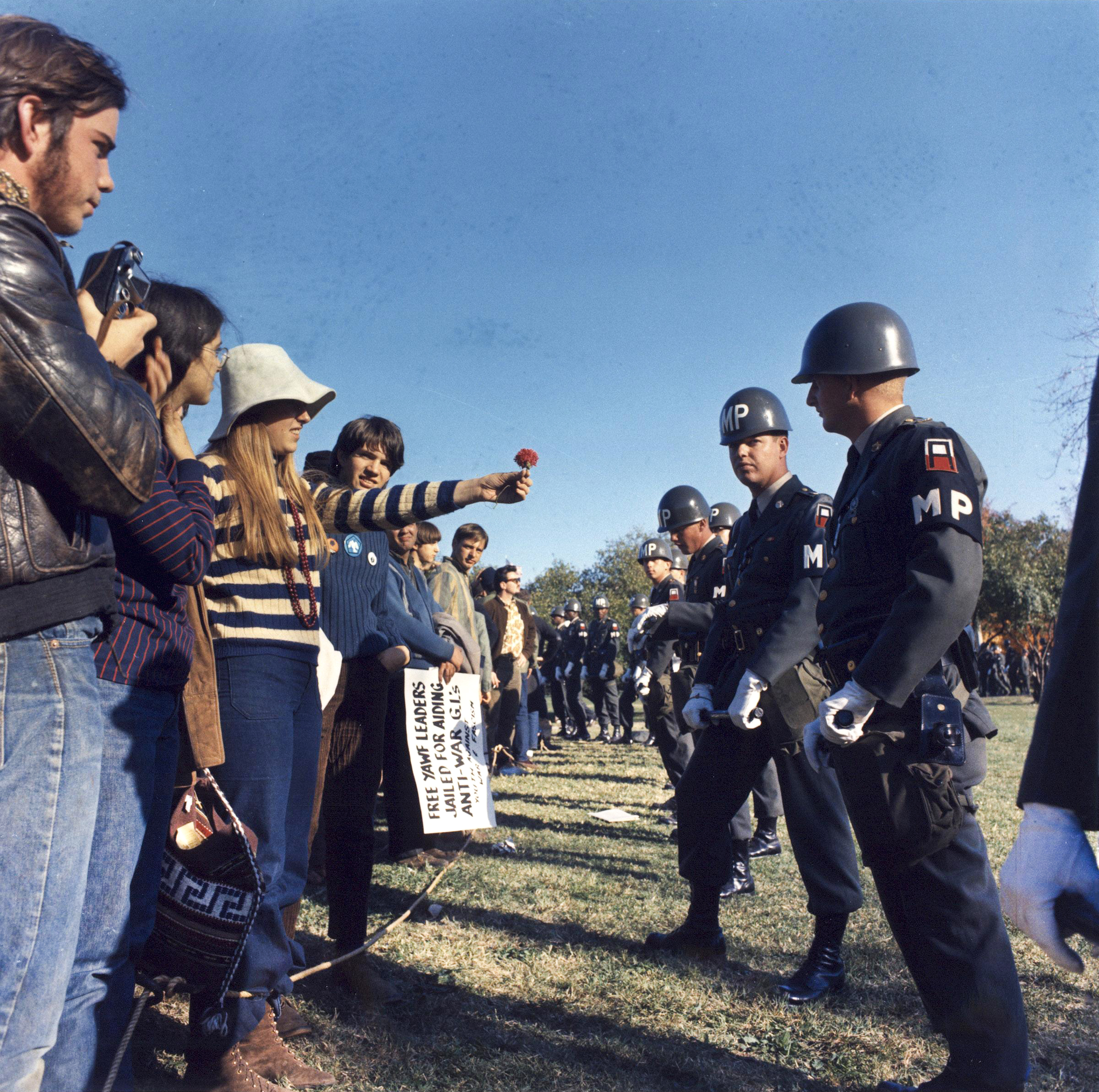
متظاهر يقدم زهرة للشرطة العسكرية في احتجاج مناهض لحرب فيتنام في بنتاغون في مقاطعة أرلنغتون (فيرجينيا)، 21 أكتوبر 1967

كانت سلطة الزهور شعاراً يستخدم خلال أواخر ستينيات القرن العشرين وأوائل سبعينيات القرن العشرين كرمز للمقاومة السلمية واللاعنف. وهي متجذرة في حركة المعارضة لحرب فيتنام. صاغ هذا التعبير شاعر بيت الأمريكي ألن غينسبرغ في عام 1965 كوسيلة لتحويل احتجاجات الحرب إلى مشاهد إيجابية سلمية. اعتنق الهيبيون الرمزية من خلال ارتداء الملابس ذات الزهور المطرزة والألوان النابضة بالحياة، وارتداء الزهور في شعرهم، وتوزيع الزهور على الجمهور، وأصبحوا معروفين باسم أطفال الزهور. أصبح المصطلح فيما بعد معمماً كمرجع حديث لحركة الهيبيز وما يسمى بالثقافة المضادة للمخدرات والموسيقى السايكدلية والفن المخدر والتسامح الاجتماعي.

## أصل
نشأ مصطلح "سلطة الزهور" في بيركلي (كاليفورنيا)، كعمل رمزي للاحتجاج على حرب فيتنام. في مقال نشر في نوفمبر 1965 بعنوان "كيف تصنع مسيرة/مشهد"، دعا شاعر بيت ألن غينسبرغ إلى تزويد المتظاهرين بِ "حشود من الزهور" لتوزيعها على رجال الشرطة والصحافة والسياسيين والمتفرجين. كان الهدف من استخدام الدعائم مثل الزهور والألعاب والأعلام والحلوى والموسيقى هو تحويل التجمعات المناهضة للحرب إلى شكل من أشكال مسرح الشارع وبالتالي تقليل الخوف والغضب والتهديد المتأصل في الاحتجاجات. على وجه الخصوص، أراد غينسبرغ مواجهة "شبح" عصابة الدراجات النارية ملائكة الجحيم التي دعمت الحرب، وساوت بين متظاهري الحرب والشيوعيين وهددت بتعطيل المظاهرات المناهضة للحرب المخطط لها في جامعة كاليفورنيا (بركلي). باستخدام أساليب غينسبرغ، حظي الاحتجاج باهتمام إيجابي وأصبح استخدام "سلطة الزهور" رمزاً أساسياً في حركة الثقافة المضادة.

## حركة
بحلول أواخر عام 1966، انتشرت طريقة سلطة الزهور لمسرح العصابات من كاليفورنيا إلى أجزاء أخرى من الولايات المتحدة. نظم مسرح الخبز والعرائس في مدينة نيويورك العديد من الاحتجاجات التي شملت توزيع
البالونات والزهور مع أدبهم المناهض للحرب. شجعت ورشة عمل في اللاعنف (وِن)، وهي مجلة ينشرها نشطاء نيويورك، على استخدام سلطة الزهور.
في مايو 1967، نظم آبي هوفمان لواء الزهور كوحدة رسمية لموكب مدينة نيويورك لتكريم الجنود في فيتنام. التقطت التغطية الإخبارية المشاركين في لواء الزهور، الذين حملوا الزهور والأعلام والملصقات الوردية المطبوعة عليها الحب، وهم يتعرضون للهجوم والضرب من قبل المارة. رداً على العنف، كتب هوفمان في مجلة وِن، "تُوضع خطط لتعدين النهر الشرقي بالنرجس البري. تُلف سلاسل الهندباء حول مراكز الحث.... صرخة "سلطة الزهور" يتردد صداها عبر الأرض. لن نذبل". وفي يوم الأحد التالي، أعلن نشطاء "النساء في الأخبار" يوم القوات المسلحة "يوم سلطة الزهور" ونظموا مسيرة في سنترال بارك لمواجهة العرض التقليدي. كان الإقبال منخفضاً، ووفقا لهوفمان، كان التجمع غير فعال لأن مسرح حرب العصابات كان بحاجة إلى أن يكون أكثر مواجهة.
في أكتوبر 1967، ساعد هوفمان وجيري روبين في تنظيم مسيرة البنتاغون باستخدام مفاهيم سلطة الزهور لإنشاء مشهد مسرحي. تضمنت الخطة دعوة للمتظاهرين لمحاولة "رفع" البنتاغون. عندما واجه المتظاهرون أكثر من 2500 من قوات الحرس الوطني التابعة للجيش الذين شكلوا حاجزاً بشرياً أمام البنتاغون، رفع بعض المتظاهرين الزهور ووضع عدد قليل منهم زهورهم في فوهات بنادق الجنود.
أصبحت صور المتظاهرين الذين يحملون الزهور في مسيرة البنتاغون صوراً أيقونية للاحتجاجات المناهضة للحرب في ستينيات القرن العشرين. وأظهرت إحدى الصور المسماة "المواجهة المطلقة" (للمصور الصحفي
الفرنسي مارك ريبو) طالب المدرسة الثانوية جان روز كاسمير البالغ من العمر 17 عاماً وهو يمسك بأقحوان ويحدق في الجنود الذين يحملون الحراب. وصفت مجلة سميثسونيان في وقت لاحق الصورة، التي نشرت في جميع أنحاء العالم، بأنها "تجاور شاشي للقوة المسلحة وبراءة طفل الزهرة".
رُشحت صورة أخرى من المسيرة، بعنوان سلطة الزهور (بواسطة مصور واشنطن ستار بيرني بوسطن)، لجائزة بوليتزر لعام 1967. تظهر الصورة شاباً يرتدي سترة بياقة مدورة يضع القرنفل في فوهات سبطانة رجال الشرطة العسكرية. عُرف الشاب في الصورة بشكل شائع على أنه جورج إدجيرلي هاريس الثالث، وهو ممثل يبلغ من العمر 18 عاماُ من نيويورك أدى لاحقاً في سان فرانسيسكو تحت الاسم المسرحي هيبيسكوس. وفقاً للكاتب والناشط بول كراسنر، كان الشاب منظم حزب الشباب الدولي سوبر جويل" تورنابين". توفي هاريس في نيويورك في أوائل ثمانينيات القرن العشرين خلال المراحل المبكرة من وباء فيروس نقص المناعة البشرية/الإيدز، في حين توفي تورنابين في المكسيك في عام 1993.
في 10 ديسمبر 1971، ظهر جون لينون، وهو ناقد صريح للحرب، في تجمع حاشد لجون سنكلير، الناشط السياسي والعضو المؤسس لحزب الفهود البيض، الذي حكم عليه بالسجن لمدة 10 سنوات لحيازة الماريجوانا. قال، "حسناً، لم تعمل سلطة الزهور. ماذا في ذلك. نبدأ من جديد".
بحلول أوائل سبعينيات القرن العشرين، تلاشت حركة سلطة الزهور المناهضة للحرب في المقام الأول بسبب نهاية التجنيد العسكري في عام 1972 وبدء الانسحاب الأمريكي من الأنشطة القتالية في فيتنام في يناير 1973.

## تراث ثقافي
كان المركز الأيقوني لحركة سلطة الزهور هو منطقة Haight-Ashbury في سان فرانسيسكو، كاليفورنيا. بحلول منتصف ستينيات القرن العشرين، أصبحت المنطقة، التي تميزت بتقاطع شارعي هايت وآشبوري، نقطة محورية لموسيقى الروك المخدرة. عاش الموسيقيون والفرق الموسيقية مثل جيفرسون ايربلاين وغريتفول ديد وجانيس جوبلين على مسافة قصيرة من التقاطع الشهير. خلال صيف الحب عام 1967، تجمع الآلاف من الهيبيين هناك، واشتهروا بأغاني ناجحة مثل "سان فرانسيسكو (تأكد من ارتداء الزهور في شعرك)".
في 7 يوليو 1967، قصة غلاف مجلة تايم حول "الهيبيز: فلسفة ثقافة فرعية"، وتقرير تلفزيوني لشبكة سي بي إس نيوز في أغسطس عن "إغراء الهيبيز"، بالإضافة إلى التعرض الإعلامي الرئيسي الآخر، جلبت ثقافة الهيبيز الفرعية إلى الاهتمام الوطني وشاعت حركة سلطة الزهور في جميع أنحاء البلاد وحول العالم. في نفس الصيف، كانت أغنية البيتلز الناجحة "كل ما تحتاجه هو الحب" بمثابة نشيد للحركة. في 25 يونيو، قام فريق البيتلز بأداء الأغنية على البث الفضائي الدولي اور وورلد، مما يضمن وصول الرسالة السلمية إلى جمهور يقدر بنحو 400 مليون.

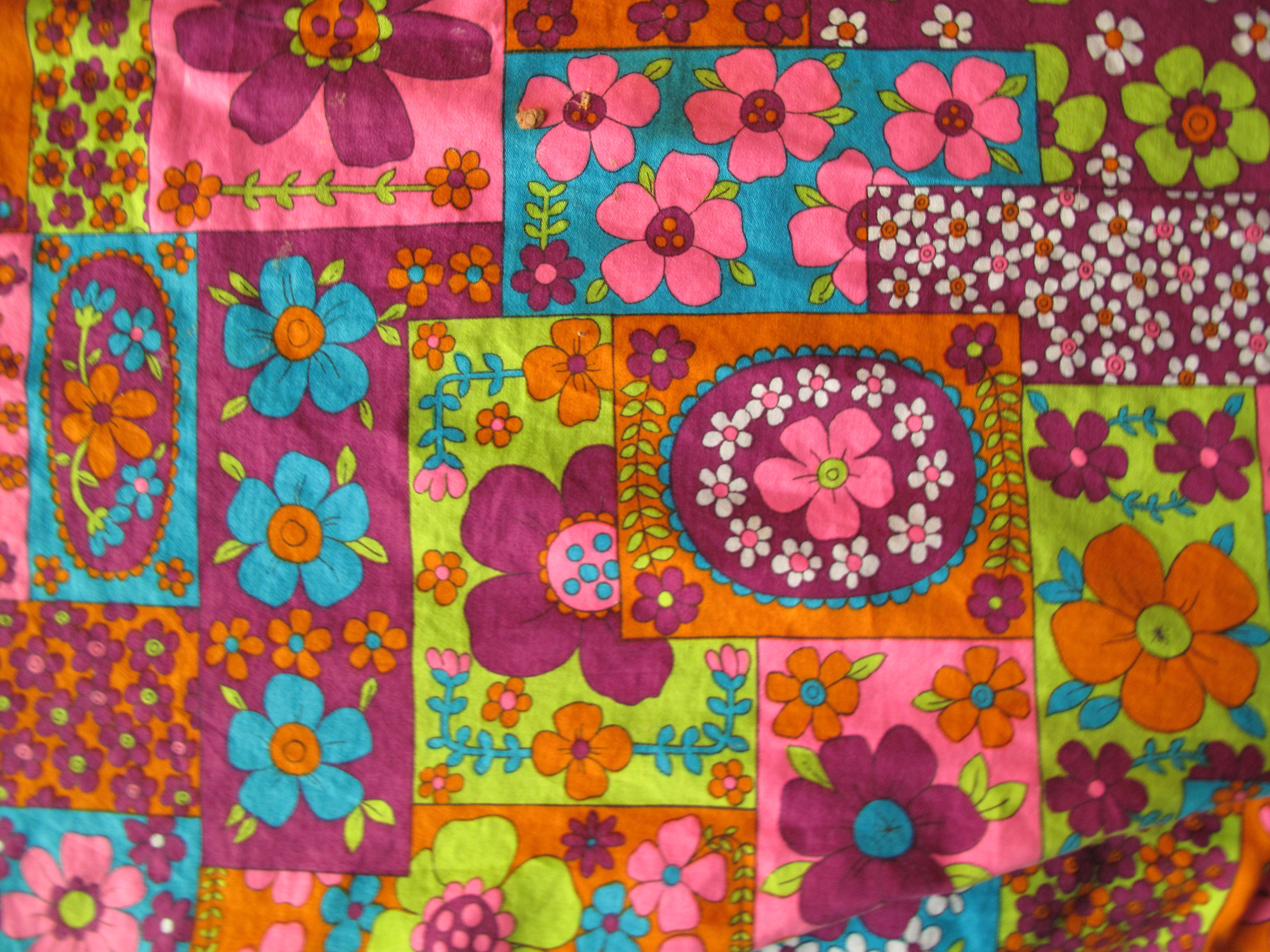
نسيج القطن، أواخر ستينيات القرن العشرين (الولايات المتحدة الأمريكية)

أصبح الفن الطليعي لميلتون غلاسر وهاينز إيدلمان وبيتر ماكس مرادفاً لتوليد طاقة الزهور. اشتهر أسلوب إيدلمان التوضيحي في تصميماته الفنية لفيلم الرسوم المتحركة الغواصة الصفراء لعام 1968 لفرقة البيتلز. قام غلاسر، مؤسس استوديوهات بش بين، بتطوير التصميم الجرافيكي المخدر الفضفاض، والذي شوهد على سبيل المثال في رسم الملصق الأساسي لعام 1966 لبوب ديلن بشعر بيزلي. كانت ملصقات فنان البوب بيتر ماكس، بتصميماتها السلسة الزاهية المطلية بألوان داي-جلو، والتي أصبحت أيقونات بصرية لسلطة الزهور. قصة غلاف ماكس في مجلة لايف (سبتمبر 1969) بالإضافة إلى ظهوره في برنامج ذا تونايت شو من بطولة جوني كارسون وعرض إد سوليفان، رسخت فن أسلوب "سلطة الزهور" في الثقافة السائدة.

## قراءة إضافية
- بينيت م. بيرجر، "أخلاق الهيبيز - أقدم من الجديد"، المجتمع، المجلد 5، العدد 2 / ديسمبر، 1967

- ستيوارت هول، "الهيبيز: لحظة أمريكية"، أوراق عمل مختارة من CCCS، مركز الدراسات الثقافية المعاصرة، روتليدج، 2007، (ردمك [[خاص:Booksources/{{{1}}}|{{{1}}}]])

## روابط خارجية
- أرشيف فوتوغرافي عقد 1960